# House of Cards (série britânica)
House of Cards é uma minissérie britânica de drama político exibida nos anos 1990 em quatro episódios, lançada logo após o fim do mandato de Margaret Thatcher como Primeira-ministra do Reino Unido. Foi escrita por Michael Dobbs e exibida pela rede BBC de 18 de novembro até 09 de dezembro de 1990, com aclamação da crítica e do público.
Andrew Davies adaptou a história do romance homônimo escrito por Michael Dobbs, um ex-Chefe do Estado-Maior do QG do Partido Conservador. Neville Teller também dramatizou o romance de Dobbs para a BBC World Service em 1996, que teve duas sequências (To Play The King e The Final Cut). O tema de abertura e encerramento da série de TV é intitulado "Francis Urquhart's March
House of Cards ficou em 84º lugar na lista da British Film Institute de 100 Melhores Programas de Televisão Britânicos em 2000. Em 2013, a série e o romance de Dobbs foram a base para House of Cards, que se passa em Washington, DC, encomendado para a Netflix.

## Visão geral
O anti-herói de House of Cards é Francis Urquhart, da cúpula do Partido Conservador, interpretado por Ian Richardson. O enredo segue seu esquema imoral e manipulador para se tornar um líder do partido governante, portanto, Primeiro-ministro do Reino Unido.
Michael Dobbs não pensou em escrever um segundo e terceiro livro, já que Urquhart morre no final do primeiro romance. O roteiro da dramatização de House of Cards da BBC difere do livro e, portanto, permite futuras séries. Dobbs escreveu duas continuações, To Play The King e The Final Cut, que foram televisionados em 1993 e 1995, respectivamente.
Foi dito que House of Cards foi inspirada em peças de Shakespeare, como Macbeth e Ricardo III (ambas apresentam protagonistas que são corrompidos pelo poder e a ambição). Richardson, de formação shakespeariana, diz que baseou sua performance no Ricardo III de Shakespeare.

Urquhart frequentemente fala confidencialmente com o público através da câmera, quebrando a quarta parede.